# Projekt Tiefenschärfe
Das Projekt Tiefenschärfe war eine 2013 und 2014 durchgeführte Neuvermessung der Tiefe des Bodensees. Durch ein Forschungsschiff und ein Vermessungsflugzeug wurde die Wassertiefe an jeder Stelle der Fläche des Sees gemessen, kartografiert und der Öffentlichkeit zur Verfügung gestellt.

## Vorgeschichte
Der Bodensee war bereits im Jahr 1893 durch den Erfinder des Starrluftschiffs, Graf Ferdinand von Zeppelin, und von 1986 bis 1990 durch die Internationale Gewässerschutzkommission für den Bodensee (IGKB) vermessen worden, jedoch waren diese Daten aufgrund des jeweiligen Stands der Technik nicht mehr zeitgemäß. Auf Betreiben der IGKB wurde eine Neuvermessung mit modernen Mitteln geplant. Im Rahmen der Gemeinschaftsinitiative Interreg IV des Europäischen Fonds für regionale Entwicklung (EFRE), die die Zusammenarbeit zwischen EU-Mitgliedstaaten und benachbarten Nicht-EU-Ländern fördert, wurden für das Projekt Tiefenschärfe Fördermittel zur Verfügung gestellt.
Mit dem Projekt wurden vielfältige Ziele verfolgt, darunter die genaue Erfassung der Topographie des Sees und der Böschungen und deren Länge sowie die Beantwortung verschiedener wissenschaftlicher Fragestellungen.

## Beteiligte
Vermessungsinstitute aus allen drei Anliegern des Bodensees, Deutschland, Österreich und der Schweiz, waren am Projekt beteiligt, nämlich:
- Landesanstalt für Umwelt, Messungen und Naturschutz Baden-Württemberg (LUBW) mit dem Institut für Seenforschung (ISF), Langenargen
- Bayerisches Landesamt für Umwelt (LfU), Augsburg
- Bundesministerium für Land- und Forstwirtschaft, Umwelt und Wasserwirtschaft, Wien
- Bundesamt für Umwelt (BAFU), Bern

Weitere Beteiligte waren unter anderem die Universität Bern (Fächerecholot), die Universität Bremen (Datenzusammenführung) und die Firma Airborne Hydro Mapping (bathymetrische Laserscans).

## Durchführung
Die Wassertiefe und -fläche wurden am Ufer bis zu 5 m Wassertiefe durch bathymetrische Laserscans erfasst.
Die Wassertiefe und -fläche ab 5 m Wassertiefe wurden durch ein Fächerecholot erfasst.
Da der Pegel des Bodensees mit Zu- und Abnahme der Zuflüsse durch Niederschlag, Schneeschmelze und allgemeine Wasservorkommnis in der Einzugsregion schwankt, werden die Werte auf den aktuellen Pegelstand in Konstanz angepasst.

### Echolotmessungen mit Schiff
In den Jahren 2013 und 2014 befuhr das Forschungsschiff Kormoran des ISF, ausgestattet mit einem Fächerecholot der Universität Bern, die gesamte Fläche des Sees, an der die Wassertiefe mehr als 5 m betrug. Diese Messungen wurden im Rahmen von 70 Fahrten erstellt. Auf diesen Fahrten legte das Schiff eine Strecke von 5500 km zurück. Über 7 Milliarden Messwerte ergaben 460 km² ausgemessene Seeoberfläche.

### Laserscans mit Flugzeug
Bei der Erfassung der Uferabschnitte wurde ein Lidar-Gerät an Bord eines Vermessungsflugzeugs eingesetzt. Zwischen März und Juni 2014 wurden mit diesem Gerät etwa 300 km² erfasst. Die Genauigkeit hierbei betrug wenige Zentimeter. Die Flüge wurden durch die Innsbrucker AirborneHydroMapping GmbH durchgeführt und kartografierten die Fläche und Tiefe im Gebiet vom Ufer bis zu 5 m Wassertiefe mit etwa 12 Milliarden Messpunkten sehr genau.

## Ergebnisse
Anhand der Messdaten von Schiff und Flugzeug wurde der Bodensee in nie zuvor dagewesener Auflösung und Genauigkeit kartografiert. Es wurden Geländemodelle und eine interaktive Karte erstellt. Mit diesem zum Zeitpunkt der Fertigstellung weltweit größten Datensatz war der Bodensee zur Zeit der Veröffentlichung des Abschlussberichts der „bestvermessene See der Welt“.